# هيلدر بوستيغا
هيلدر مانويل ماركيز بوستيغا (بالبرتغالية: Hélder Postiga)، من مواليد 2 أغسطس 1982 في فيلا دو كوندي في البرتغال، لاعب كرة قدم برتغالي.
بدأ مسيرته الكروية مع نادي بورتو في عام 2001، ولعب معهم حتى عام 2003، وشارك معهم في 58 مباراة وسجل 22 هدف، وفي موسم 2003/2004 انتقل إلى نادي توتنهام هوتسبير الإنجليزي، ولعب معهم 19 مباراة وسجل هدف واحد، وفي عام 2004 عاد إلى نادي بورتو، وأعير في عام 2006 إلى نادي سانت إتيان الفرنسي، ولعب معهم 17 مباراة وسجل 9 أهداف، ولكنه عاد مرة أخرى إلى نادي بورتو ثم انتقل إلى نادي سبورتينغ لشبونة ومنه إلى نادي ريال سرقسطة وحاليا هو يلعب مع نادي لاتسيو في مركز رأس الحربة معارا من نادي فالنسيا.
و قد بدأ باللعب مع منتخب البرتغال لكرة القدم في عام 2003.

## روابط خارجية
- هيلدر بوستيغا على موقع الاتحاد الدولي (مؤرشف)  (الإنجليزية)
- هيلدر بوستيغا على موقع الاتحاد الأوربي (الإنجليزية)
- هيلدر بوستيغا على موقع قاعدة بيانات كرة القدم.إي يو (الإنجليزية)
- هيلدر بوستيغا على موقع ليكيب (الفرنسية)
- هيلدر بوستيغا على موقع ناشيونال فوتبول تيمز (الإنجليزية)
- هيلدر بوستيغا على موقع Soccerbase.com (لاعب) (الإنجليزية)
- هيلدر بوستيغا على موقع Soccerway.com (الإنجليزية)
- هيلدر بوستيغا على موقع عالم كرة القدم.نت (الإنجليزية)
- هيلدر بوستيغا على موقع كووورة
- هيلدر بوستيغا على موقع AS.com (الإسبانية)